# No Pants Day

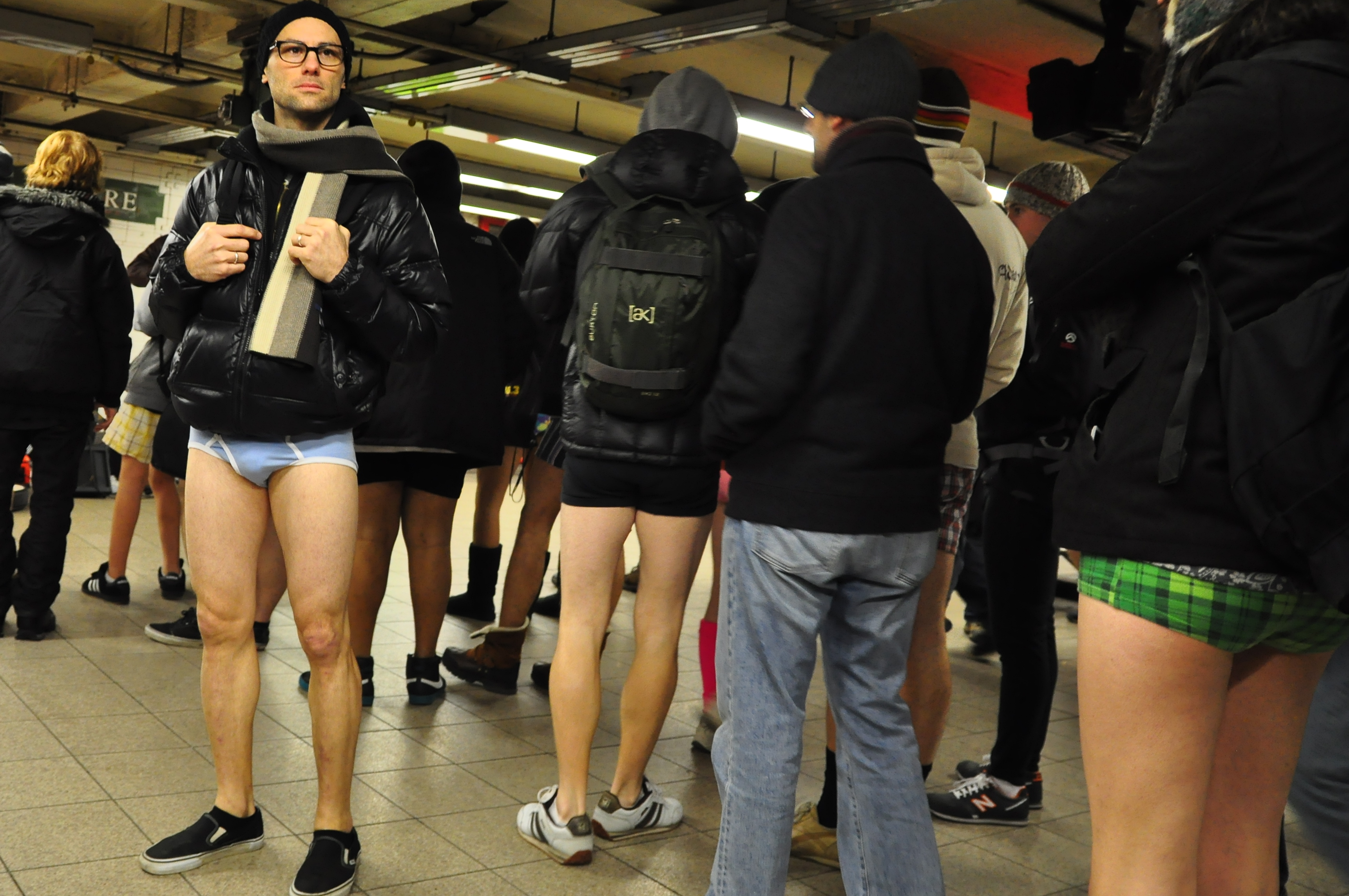
Partecipanti al No Pants Day 2010 a Times Square, New York

Il No Pants Day (giornata senza pantaloni in italiano) è una festa celebrata occasionalmente in diversi paesi occidentali di lingua inglese e in altri paesi il primo venerdì di maggio e consiste nel non indossare i pantaloni. L'idea è quella di godere della libertà che è associata al fatto di non indossare pantaloni. I partecipanti sono invitati ad agire come se fosse normale non indossare i pantaloni in pubblico. Essi possono sentirsi liberi di rompere un tabù sociale e godere la reazione delle persone che ancora non conoscono questo evento.
Semplici boxer sono consigliati per il No Pants Day, ma altra biancheria intima come slip o shorty possono andare bene. Tuttavia, oltre ai pantaloni, è escluso l'abbigliamento per gambe convenzionale come le gonne, i vestiti, i pantaloncini e il kilt.
Secondo alcuni testi non confermati, le origini della festa risalirebbero al 1985-1986 ma non vi è alcuna prova conosciuta di queste prime celebrazioni. Il Cavalierato di BUH presso l'Università del Texas a Austin è definito come il principale organizzatore e sostenitore del No Pants Day. Austin, considerata la città di origine della festa, celebra l'evento dal 1997 secondo una circolare del 1999.
Nel 2006 il No Pants Day accadde il 5 maggio, nella stessa data del Cinco de Mayo.
No Pants Day è stato nominato Miglior Locale Vacanza nel 2003 dalla rivista Austin Chronicle.
In Francia, per il 2013, No Pants Day si svolge lunedì 13 gennaio a Parigi e a Tolosa (la piazza del famoso rivellino celebre per la sua massa senza pantaloni che raggruppa più di un migliaio di devoti ogni anno).